# التهاب القصبات الحاد
التهاب القصبات الحاد أو الالتهاب الشّعبيّ الحادّ هو التهاب شعبتا القصبة الهوائيّة في الرّئة. يمكن أن يؤدّي إلى مرض ذات الرّئة. غالبا ما يعود سبب الالتهاب الشّعبيّ
الحادّ إلى الفيروسات والبكتيريا ويمكن أن يستمرّ لبضعة أيّام أو أسابيع. يتميّز الالتهاب الشّعبيّ الحادّ بالسّعال وإفراز النخامة، كذلك يمكن أن يلاحظ على المصابين بالالتهاب الشّعبيّ الحاد علامات أخرى مثل صفير التّنفّس وصعوبة التّنفّس.
يمكن تشخيص هذا المرض عن طريق الفحص الطّبّي وفي بعض الأحيان عن طريق فحص الأحياء المجهريّة المتواجدة بالنّخامة.
يتمّ علاج هذا المرض عن طريق المضادّات الحيويّة إذا كان سبب المرض وجود بكتيريا أو أدوية موسّعة لشعب القصبة الهوائيّة (موسّعات قصبيّة) للتّخلّص من صعوبة التّنفّس إلى جانب علاجات أخرى.

## الأسباب
في حوالي نصف حالات الإصابة بالالتهاب الشّعبيّ الحادّ، يكون جرثوم فيروسي أو بكتيري سببا في ظهور المرض. بعض الفيروسات النّموذجيّة المسبّبة لهذا المرض تتمثّل في فيروس السّاسيتيال الموجود بالجهاز التّنفّسي، الرّاينوفيروس، الإنفلوانزا.
يمكن أن ينتج تطوّر هذا المرض عن تنفّس الدّخان مثل دخان التّبغ والهواء الملوّث.

## أعراض وعلامات المرض
من أعراض الالتهاب الشّعبيّ الحادّ السّعال المصحوب ببلغم، صعوبة في التّنفّس(عند الزفير) المعروف بعسر التّنفّس كما يمكن أن يسمع صفير عند التّنفّس. في بعض الأحيان يمكن أن يحسّ المريض بآلام في الصّدر، الحمّى، التّعب، التّوعّك.
الالتهاب الشّعبيّ النّاتج بسبب آدينوفيريدا يمكن أن يسبّب أعراضا شاملة وأخرى معدية معويّة.

## التّشخيص الطّبّي
الفحص التّحليلي يبيّن في معظم الحالات نقص حدّة/كثافة صوت التّنفّس، سماع صفير/أزيز للتّنفّس إضافة إلى زفير مطوّل. معظم الأطبّاء يشخّصون الالتهاب الشّعبيّ الحادّ بوجود سعال مستمرّ جافّ أو مصحوب بنخامة.
هناك عدّة فحوصات يمكن إجراؤها على المريض الّذي يعاني من السّعال وضيق التّنفّس:
1. فحص الصّدر بالأشعّة X: بعض الحالات الّتي تعرّض الشّخص إلى الإصابة بالالتهاب الشّعبيّ يمكن تشخيصها عن طريق تصوير الصّدر بالأشعّة. يمكن لهذا الفحص أن يبيّن فرط تضخّم الرّئتين، كما أنّ انهيار وتماسك بعض أجزاء الرّئة يدعم تشخيص حالة ذات الرّئة.
2. تحليل عيّنة من النّخامة: هذا الفحص يبيّن إذا ما كانت النّيتروفيلات الغرانيلوسايت (الكريّات الدمويّة البيضاء الالتهابيّة) موجودة كما يمكن اكتشاف الكائنات الحيّة المجهريّة الممرضة مثل صنف السّتريبتوكوكوس.
3. تحليل عيّنة من الدّم: يمكن لهذا الفحص أن يكشف وجود التهابات عن طريق ارتفاع عدد الكريّات الدمويّة البيضاء وارتفاع كمّيّة البروتين C التّفاعليّ/المفاعل (C-reactive protein).

## العلاج الطّبّي

### المضادّات الحيويّة
لعلاج الالتهاب الشّعبيّ الحادّ النّاتج عن عدوى بكتيريّة أو لمجرّد الوقاية، يمكن استعمال المضادّات الحيويّة. لكن في معظم الحالات، يكون سبب الالتهاب الشّعبيّ الحادّ الفيروسات وليس البكتيريا، لذلك فإنّ الحالة المرضيّة تختفي دون اللّجوء إلى استعمال المضادّات الحيويّة. غير أنّ أحد التّحليلات أثبت أنّ المضادّات الحيويّة تنقص من أعراض هذا المرض إلى النّصف باليوم.

### الإقلاع عن التّدخين
يساعد التّوقّف عن التّدخين شعب القصبة الهوائيّة على الشّفاء بسرعة كما يمنع الالتهاب الشّعبيّ من التّزايد في خطورته. يجب على المدخّنين أن ينقصوا من عدد السّجائر المستهلكة يوميّا أو يتوقّفوا عن التّدخين نهائيّا لإعطاء فرصة للرّئتين لاستعادة صحّتهما.

### المضادّات الهيستامينيّة
لا يجب استعمال المضادّات الهيستامينيّة من دون علم الطّبيب لعلاج الالتهاب الشّعبيّ. من أحد تأثيرات المضادّات الهيستامينيّة تثخين الإفرازات المخاطيّة. قد يفيد إفراز المخاط المصاب بالعدوى بواسطة السّعال في التّخلّص من الالتهاب الشّعبيّ. إذا تمّ تثخين هذا المخاط، فإنّ ذلك يساعد على عمليّة إفرازه. غير أنّ المضادّات الهيستامينيّة يمكن أن تساعد البكتيريا على البقاء والتّكاثر في الرّئتين بتوفير مخاط ثخين ذو الحرارة والرّطوبة الملائمتين. يمكن أن يكون استعمال المضادّات الهيستامينيّة إلى جانب مشروب منخّم ضدّ السّعال مؤذيا بنسبة الضّعف. لأنّ المشروب المنخّم ضدّ السّعال يشجّع على إفراز المخاط بينما تقوم المضادّات الهيستامينيّة بتثخين هذا المخاط. المخاط الكثير والمثخّن يساعد البكتيريا على النّموّ والتّكاثر. يمكن أن يكون المشروب المنخّم ضدّ السّعال مفيدا إذا استعمل وحده بحيث يقوم بطرد البكتيريا من الرّئتين. لكن إذا استعمل المشروب مع المضادّ الهيستاميني فإنّ هذا الأخير يحول دون فعاليّة المشروب المنخّم ضدّ السّعال.

## تطوّر المرض
في معظم الأحيان، يستمرّ الالتهاب الشّعبيّ الحادّ لمدّة 20 إلى 30 يوما. يمكن أن يصحب أو يتبع مباشرة الزّكام أو الفلو Flu أو يظهر دون أمراض أخرى مصاحبة.
في غالب الأحيان تبدأ أعراض الالتهاب الشّعبيّ الحادّ بسعال جافّ الّذي يسبّب للمريض الاستيقاظ باللّيل. بعد بضعة أيّام يصبح هذا السّعال الجافّ سعالا مصحوبا بالنّخامة (سعال رطب) الّذي يمكن أن يكون مصحوبا بالحمّى، تعب وآلام الرّأس. يمكن لهذه الأعراض الأخيرة (الحمّى، تعب وآلام الرّأس) أن تستمرّ بضعة أيّام فقط بينما قد يستمرّ السّعال المصحوب بالنّخامة عدّة أسابيع.
إذا استمرّ السّعال لمدّة أكثر من الشّهر، فإنّ بعض الأطبّاء قد يوجّهون المريض إلى طبيب الأذن، الأنف والحنجرة للكشف عن إذا ما كانت حالة مرضيّة أخرى (غير الالتهاب الشّعبيّ) مسؤولة عن هذا السّعال.
إذا أفرز المريض مخاطا مصحوبا بالدّم، فعليه أن يرى الطّبيب في أقرب فرصة ممكنة. في حالات نادرة، يقوم الأطبّاء بفحوصات طبّيّة للكشف عمّا إذا كان السّبب مرضا خطيرا كالسّلّ أو سرطان الرّئة.

## الوقاية من المرض
في عام 1985م، قام البروفيسور روبرت كلاسي من جامعة نيوكاسل بأستراليا بتطوير لقاح ضدّ الالتهاب الشّعبيّ الحادّ يؤخذ عن طريق الفم. بدأ استعمال هذا اللّقاح أربع سنوات بعد تطويره تحت اسم برونكوستات.